# 松殿基房
松殿 基房（まつどの もとふさ）は、平安時代末期から鎌倉時代前期にかけての公卿。実名は藤原 基房（ふじわら の もとふさ）。藤原北家、関白・藤原忠通の五男。官位は従一位、摂政、関白、太政大臣。松殿家の祖。
松殿・菩提院・中山を号す。通称は松殿 関白（まつどの かんぱく）。

## 経歴

### 近衛流との対立
保元元年（1156年）8月、元服と同時に正五位下に叙任され、翌月に左近衛少将に任ぜられ、翌年8月には従三位権中納言となる。これは摂関家嫡子の昇進ルートと同じである。その後も内大臣、右大臣、左大臣といった高官を歴任した。『今鏡』では幼い頃から優れた才能を持っていたとしており、父忠通も重要な家産である自筆日記を基房に伝領させるなど、後継として大きな期待をかけていたと見られる。このため、弟の九条兼実によれば、兄ですでに家督を継いでいた基実は基房に対して「宿意（恨み）」を抱いていたという。基実は当時勢力を伸ばしつつあった平清盛との縁を結び、基房に対抗しようとしたが、永万2年（1166年）に赤痢のため急死した。基実の遺児基通は幼少であり、左大臣の基房が摂政に補任された。通例であれば、摂関であり藤氏長者でもある基房が基実の財産を相続するはずであった。しかし忠通の側近であった藤原邦綱は財産は基実の妻で清盛の娘であった平盛子と基通が財産を相続するべきであると主張し、後白河院もこれを認めた。このため財産の大半は盛子のもとにわたって事実上平家のものとなり、基房は殿下渡領など一部の所領を相続することしかできなかった。また摂関家相伝の日記類も盛子のもとに渡ったため、基房は子孫に摂関の地位を伝えることが困難になった。
仁安3年（1168年）2月、六条天皇は皇太子憲仁（高倉天皇）に譲位したが、高倉も幼年であるため引き続き摂政を務めた。この年の大嘗祭に付随して行われる五節舞の帳台試（天皇御前での予行演習）における摂政参入への随行を左近衛大将・藤原師長と右近衛大将・久我雅通が揃って拒否して解任される事件が発生している。嘉応2年（1170年）3月には平資盛の一行とのトラブルが発生し、10月は報復として従者たちが打擲され、しばらく出仕を差し控える事件がおきた（殿下乗合事件）。
12月には太政大臣を兼ね、高倉天皇の元服にあたって加冠役を務めた。承安2年（1172年）12月には関白に転じた。
承安元年（1171年）、基房は妻の三条公教の娘を離縁し、太政大臣・花山院忠雅の娘・忠子を北政所とした（『玉葉』承安元年8月10日条）。忠雅の子兼雅は清盛の婿であり、樋口健太郎は基房が平家に接近するための結婚であるとしている。『玉葉』によれば、承安3年（1173年）6月頃に後白河院が基房と盛子の縁談を進めたとされたが、さらに盛子を迎えることに清盛が反発したため、この話は中止となった。またこの年の12月には上西門院の御所であった松殿の跡地に邸宅を造営した。このため基房の系統は「松殿」の名で呼ばれることとなる。
治承2年（1178年）、高倉天皇の皇子言仁親王（安徳天皇）の立太子にあたって、基房は妻・忠子を養母にしようと計画した。基通の妻盛子が高倉天皇の養母になっていたように、摂関の妻が養母となる先例は存在していたが、この措置は基房が平家を差し置いて言仁親王の取り込みを図るものであり、清盛と主導権を巡って暗闘を続ける後白河院の意向も背後にあったとみられる。治承3年（1179年）2月に忠子は正式に言仁親王の養母となった。同年6月に盛子が死去すると、後白河と基房はその遺領を義理の息子であった高倉天皇に相続させ、院司を管理者とした。さらに10月には基房の子・師家が、右中将であった基通を超えて正三位中納言となった。基実－基通の系統に代えて基房－師家を摂関家の正統に位置づけようとする措置であった。基通を擁立して摂関家領の実質的な支配を維持するつもりだった清盛はこれに激怒し、11月、軍を率いて福原から上洛し、クーデター（治承三年の政変）を起こす。清盛の怒りはまず基房に向けられ、関白を解任されて大宰権帥に左遷された。基房の身柄は実際に大宰府に送られることになったが、その途上に出家したことで備前国への配流に減免された。また長男の隆忠、嫡子の師家も解官され、岳父の花山院忠雅も閉門とされた。治承4年（1180年）、福原京遷都に失敗した清盛の融和策によって基房と一族は赦免された。12月に帰還し、嵯峨にあった母の邸宅に居住している。

### 義仲との連携
基通は実質的には平家の傀儡的存在であったが、清盛の死後に平家は急速に衰退、寿永2年（1183年）7月25日に源義仲の攻勢の前に都落ちした。基房は出家の身でありながらいち早く比叡山に避難した後白河院に面会した。基房はここで嫡子師家を摂政に任命するよう申し出た。しかし後白河は寵愛する基通の摂政継続を決めており、これを一蹴した。基房はそれならば摂関家領を分割して供与するよう求めたが、後白河は「摂政氏長者改易無くんば、何ぞ所領の違乱に及ばんや（摂政氏長者である基通が処罰されていない状況で、所領の秩序を見出す必要があるか）」と述べてこれも退けた。
義仲と後白河の仲はまもなく険悪となり、11月19日に法住寺合戦が起こって義仲が後白河を幽閉、基通が奈良に没落すると、基房は義仲と連携した。『平家物語』によれば娘を義仲の正室としたとされるが、同時代史料である『玉葉』や『愚管抄』には婚姻関係に関する記述がない。一方で『玉葉』には、寿永2年に正五位下に叙されて、翌年正月六日に従四位下に叙された人物を「松冠者」としている記事がある（寿永三年正月七日条）。武久堅は、この日に従四位下となった人物は義仲以外に考えられず、「松冠者」の名は松殿家の婿となったことを示す傍証ではないかとしている。
同年11月、義仲の勢力を背景にして摂政基通を退け、子・師家を内大臣とし摂政に補任させることに成功する。これは実質的には基房の政権復帰であった。基房は制止する後白河を振り切って基通の所領をすべて没収した。また預所等の荘園所職は変更しないと義仲が約束したにも関わらず、基房は全てに政所下文を発して総入れ替えを行った。一方で12月10日の臨時除目で藤原俊経を参議に抜擢したことは吉田経房や慈円によって「善政」と評価されている。だが、寿永3年（1184年）1月に義仲が源義経らによって討たれたことによって、基房の短い栄華は終焉を迎えた。また、基房は義仲とともに後白河を西国に連行しようとしていたことが発覚したため、後白河の不興を買っていた。基房は後白河に使者を送ったが返事はなく、師家も面会しようとして追い返された。師家は罷免されて基通が摂政に復帰し、基房は政界から完全に引退した。

### 余生
建久2年（1191年）、兼実の仲介により、基房は8年ぶりに院御所に参上し、後白河と和解した。建久七年の政変による兼実の失脚後、基房は公事・故実に通じた第一人者であると認識されていた。朝廷を掌握した源通親も度々基房の教えを受けた。また、かつて対立していた基通も息子近衛家実を師事させた。兼実の子九条良経も赦免後には基房の娘を妻に迎え、妻を通じて基房から儀礼を学んだ。寛喜2年（1230年）12月28日、87歳の長寿をもって没した。法号は中山院、または菩提院。藤原定家は日記『明月記』に死没時の記事を書いているが、割り注で「非名誉人」と記している。
基房の嫡孫松殿基嗣は摂関家嫡子の待遇である五位中将になるなど、基房の生存中はかろうじて摂関家の家格を保持していた。しかし若くして摂政になって以降、ほとんど官歴を積むことができなかった師家のもとで、松殿家は長く続くことはできなかった。寛喜4年（1232年）、基嗣が安嘉門院の女房を拉致するという事件を起こしたことで松殿家嫡流は完全に没落した。

## 基房と有職故実
基房自身は摂政・関白を務めたものの、権力者の動向に翻弄される生涯を送った。だが、一方で『今鏡』（巻5）にてその才能は高く評価され、政治的失脚後も公事や有職故実に通じた大家として宮廷内では重んじられた。また、現在ではほとんど逸散してしまったものの、日記や有職故実書を著してその説が摂関家においては重んじられていた。
これは、基房が幼少時に実父・忠通の下で育てられて、忠通から九条流・御堂流の有職故実を直接伝授されたこと、共に伝授を受けた異母兄の近衛基実の早世によって九条流・御堂流の口伝を知る者が基房のみになったこと、加えて室の実家である三条家や花山院家（及び分家の中山家）も有職故実に通じた家として知られており、基房は九条流や御堂流のみならず、両家を通じて彼らが奉じていた土御門流や花園流の故実に関しても知識を学び、九条流－御堂流の有職故実の価値を高める努力を欠かさなかったことによる。これに対して忠通の子である九条兼実や基実の子である近衛基通は共に早くに父を失ったためにこうした公事や有職故実の知識を得る機会には恵まれておらず、彼らは政治的な局面では基房と対立する場面があっても、摂関家の故実の唯一の担い手であった基房の知識や学説に対しては常に敬意を払っていた。これは基実の孫・近衛家実や兼実の孫・九条道家が嵯峨に隠棲していた基房を訪ねて教えを受けていることからでも知ることが出来る。更に後鳥羽上皇も内弁の作法の伝授を受けるために秘かに基房を訪ねたことが知られている（『古今著聞集』巻3）。
基房の没後、その有職故実の学説は「松殿関白説」などと呼ばれて、近衛家・九条家を始めとする摂関家において重要視され、村上源氏や閑院流が奉じてきた土御門流や花園流の作法を批判して、「正説」（九条良経『春除目抄』巻2など）である松殿関白説を擁する摂家こそが公家社会を主導すべきとする家意識を形成することになる。

## 平家物語における基房
基房が当事者の一人であった殿下乗合事件は、「平家悪行の始め」であるとされている。史料上では基房の車が平家とトラブルを起こした場所は不明であるが、平家物語各本では異なった場所が示されている。
延慶本第4本36「木曽、入道殿下ノ御教訓ニ依リ法皇ヲ宥シ奉ル事」では、法住寺合戦に勝利した義仲を諭し、五条内裏に幽閉されていた後白河や公卿らを解放させている。義仲は基房を「親」とし、「子」であるため教えに背くことはないと述べている。語り本である屋代本・覚一本には、この後に義仲が基房の婿となったという記事が挿入されているが、延慶本にはない。延慶本で基房の娘に言及されるのは第5本7「兵衛佐ノ軍兵等、付ケタリ宇治・瀬田ノ事」であり、宿所で「松殿ノ姫君」と別れを惜しむというシーンである。

## 年譜
すべての日付は旧暦（丸括弧内に当該の年毎に対応する西暦年を目安として表示）。
- 保元元年（1156年）
  - 8月29日 - 元服、正五位下
  - 9月8日 - 任左近衛権少将
  - 9月17日 - 任左近衛権中将
  - 11月28日 - 従四位下
- 保元2年（1157年）
  - 1月24日 - 従四位上、兼播磨権守
  - 6月25日 - 正四位下
  - 8月3日 - 聴禁色
  - 8月9日 - 従三位、左近衛権中将如元
  - 8月19日 - 任権中納言、左近衛権中将如元
  - 8月21日 - 正三位
- 保元3年（1158年）
  - 3月1日 - 従二位
- 保元4年（1159年）
  - 1月2日 - 正二位
- 改元して平治元年
  - 12月2日 - 橘氏是定
- 永暦元年（1160年）
  - 2月28日 - 任権大納言
  - 8月11日 - 任内大臣に任ず
  - 8月14日 - 兼左近衛大将
- 応保元年（1161年）
  - 9月13日 - 任右大臣
  - 9月15日 - 左近衛大将如元
- 長寛2年（1164年）
  - 閏10月23日 - 任左大臣
  - 閏10月26日、左近衛大将如元
- 永万2年（1166年）
  - 7月27日 - 摂政宣下、藤氏長者
  - 8月17日 - 辞左近衛大将
- 改元して仁安元年
  - 11月4日 - 辞左大臣
- 仁安2年（1167年）
  - 2月11日 - 従一位
- 嘉応2年（1170年）
  - 12月14日 - 任太政大臣
- 承安元年（1171年）
  - 4月22日 - 辞太政大臣
- 承安2年（1172年）
  - 12月27日 - 止摂政、関白宣下、併准摂政
- 治承3年（1179年）
  - 11月17日 - 解官
  - 11月18日 - 降大宰権帥
  - 11月21日 - 出家（法名：善観）、配備前国
- 治承4年（1180年）
  - 12月2日 - 帰洛、嵯峨に隠居
- 寛喜2年（1230年）
  - 12月28日 - 薨去（享年87）

## 系譜
- 父：藤原忠通
- 母：源俊子 - 源国信の娘
- 正室：三条公教の娘
  - 男子：藤原隆忠（1163-1245）
- 妻：三条公教の娘（隆忠母の妹）
  - 男子：藤原家房（1167-1196）
- 妻：藤原忠子（藤原忠雅の娘）
  - 男子：松殿師家（1172-1238）
  - 女子：藤原壽子（?-1222） - 九条良経室
- 妻：堀川局（藤原行雅の娘）
  - 男子：松殿忠房（1193-1273）
- 妻：藤原公保（徳大寺公保?）の娘
  - 男子：兼寛
- 妻：民部大輔家実（姓不明）の娘（家女房）
  - 男子：仁慶（1175-1229）
- 妻：二条院典侍督局
  - 男子：道弘
- 妾：藤原伊子（藤原伊経の娘）
- 生母不明の子女
  - 男子：聖尊
  - 男子：尊誉
  - 男子：尊澄
  - 男子：良観
  - 男子：実尊（1180-1236）
  - 男子：承円（1180-1236）
  - 男子：行意（1177-1217）
  - 男子：最守（1224-1256）
  - 女子：藤原伊子（1167?-1207?） - 源義仲側室、後に源通親側室、道元の生母とされる
  - 女子：一条高能室
  - 女子：八条院女房西御方 - 藤原公明室

## 関連作品
映画
- 『新・平家物語 義仲をめぐる三人の女』（1956年、大映、演：柳永二郎）

テレビドラマ
- 『新・平家物語』（1972年、NHK大河ドラマ、演：嵐圭史）
- 『草燃える』（1979年、NHK大河ドラマ、演：久遠利三）
- 『炎立つ』（1993年-1994年、NHK大河ドラマ、演：寺泉憲）
- 『義経』（2005年、NHK大河ドラマ、演：中丸新将）
- 『平清盛』（2012年、NHK大河ドラマ、演：細川茂樹）